# دژسینوف
دژسینوف (به انگلیسی: Dziecinów) نام روستایی واقع در شهرستان اتوک می‌باشد. این روستا  تقریباً در نزدیکی رودخانه ویستولا قرار دارد. مساحت این روستا در کل ۶ متر مربع می‌باشد. ساکنان این روستا طبق سرشماری سال ۲۰۰۷ تقریباً ۷۰۴ می‌باشند.